# 1892 en science-fiction
| Années de la science-fiction : 1889 - 1890 - 1891 - 1892 - 1893 - 1894 - 1895    |
| Décennies de la science-fiction : 1860 - 1870 - 1880 - 1890 - 1900 - 1910 - 1920 |

L'année 1892 a connu, en matière de science-fiction, les faits suivants. 

## Naissances et décès

### Naissances
- 10 mai : Jan Weiss, écrivain tchèque, mort en 1972.
- 13 mai : Jean d'Agraives, écrivain français, mort en 1951.